# Fujifilm X-E1
Fujifilm X-E1 — второй беззеркальный системный цифровой фотоаппарат с байонетом X компании «Фудзифилм», младшая модель по отношению к X-Pro1.
В модели X-E1 используются сменные объективы с байонетом X и КМОП-матрицу формата APS-C собственной разработки (технология X-Trans) с кроп-фактором 1,5. Главная особенность матрицы, изготовленной по технологии X-trans является отсутствие антимуарного фильтра (ухудшающего разрешающую способность), из-за не байеровской структуры массива цветных фильтров.
X-E1 анонсирован 6 сентября 2012 года, вместе с фотоаппаратом представлены два новых объектива с байонетом X: первый зум-объектив в системе XF18-55mm (эквивалентное фокусное расстояние — 27—84 мм, светосила — 1:2,8—4), а также широкоугольный объектив XF14mm (ЭФР — 21 мм, светосила — 1:2,8).
Фотоаппарат поступил в продажу в ноябре 2012 года, объявленная стоимость в США версии без объектива — 1000 долларов США, с объективом XF18mm-55mm — 1400 долларов. Стоимость XF18mm-55mm — 700 долларов.
Осенью 2013 года в продажу поступил фотоаппарат Fujifilm X-E2, сохранивший прежний корпус, однако оснащенный КМОП-матрицей нового поколения и гибридным автофокусом.

## Корпус и варианты поставки

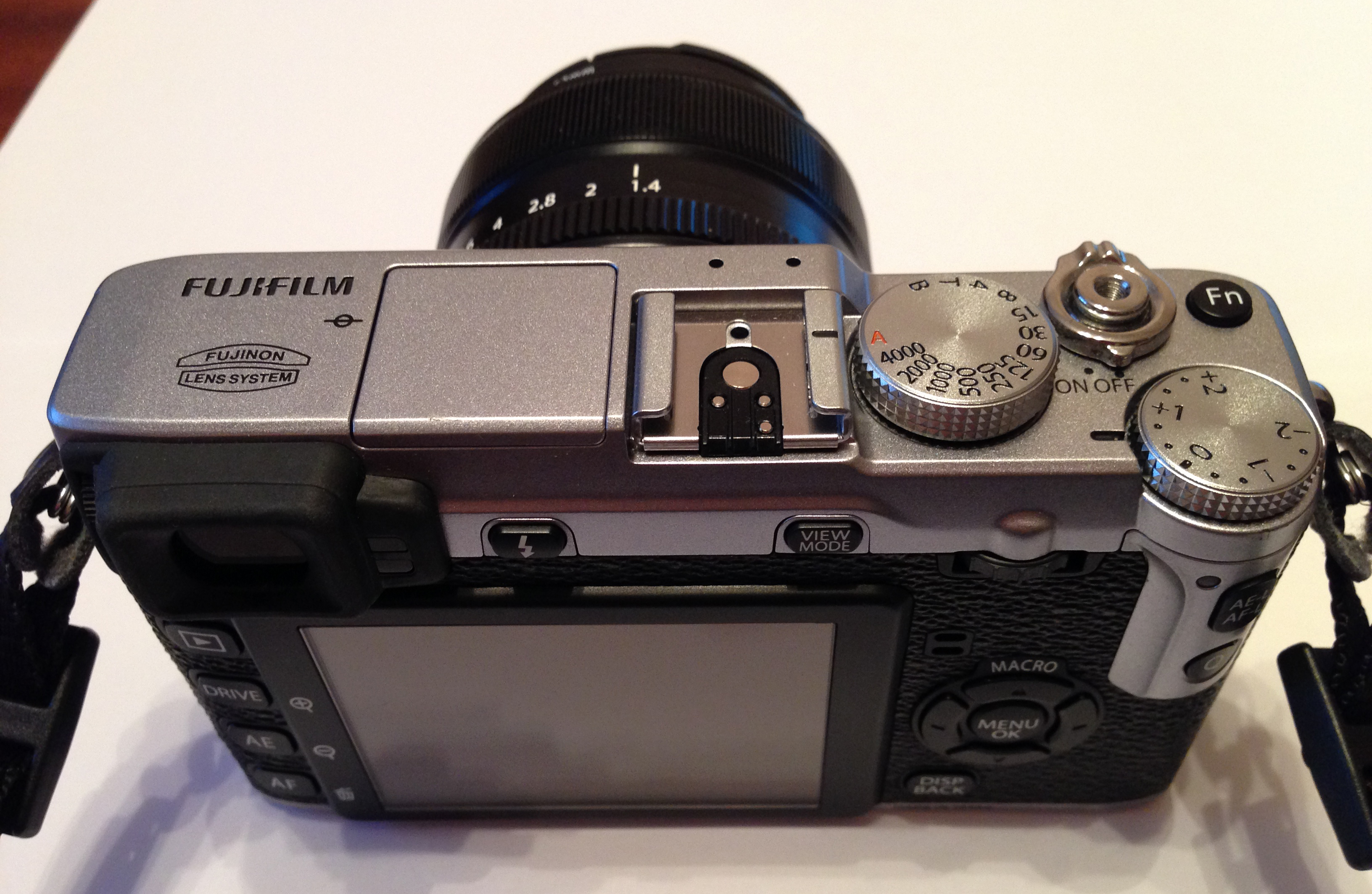
Fujifilm X-E1 в серебристом исполнении

X-E1 выпускается в двух вариантах оформления корпуса — полностью чёрный, либо чёрный со вставками серебристого металла в верхней и нижней частях камеры.
Независимо от варианта оформления, корпус камеры выполнен из металла, центральная часть оформлена пластиком, имитирующим резину.
В зависимости от варианта поставки, X-E1 может комплектоваться зум-объективом Fujinon XF18-55 мм (эквивалентное фокусное расстояние — 27—84 мм, светосила — 1:2,8—4), либо поставляться без объектива.

## Отличия от X-Pro1
X-E1, являясь развитием старшей модели серии — Fujifilm X-Pro1, получил более компактный и легкий корпус.
В отличие от X-Pro1, оснащенного гибридным видоискателем, X-E1 оборудован только электронным видоискателем с разрешением 2,36 миллиона пикселей и коррекцией диоптрий.
Кроме того, в X-E1 уменьшены размер и разрешение ЖК-дисплея, появилась встроенная вспышка, гнездо для подключения внешнего микрофона.

## Награды
Fujifilm X-E1 стал лауреатом премии TIPA (Technical Image Press Association) в номинации «лучший компактный системный фотоаппарат для специалистов» (Best CSC Expert, 2013).

## Аксессуары

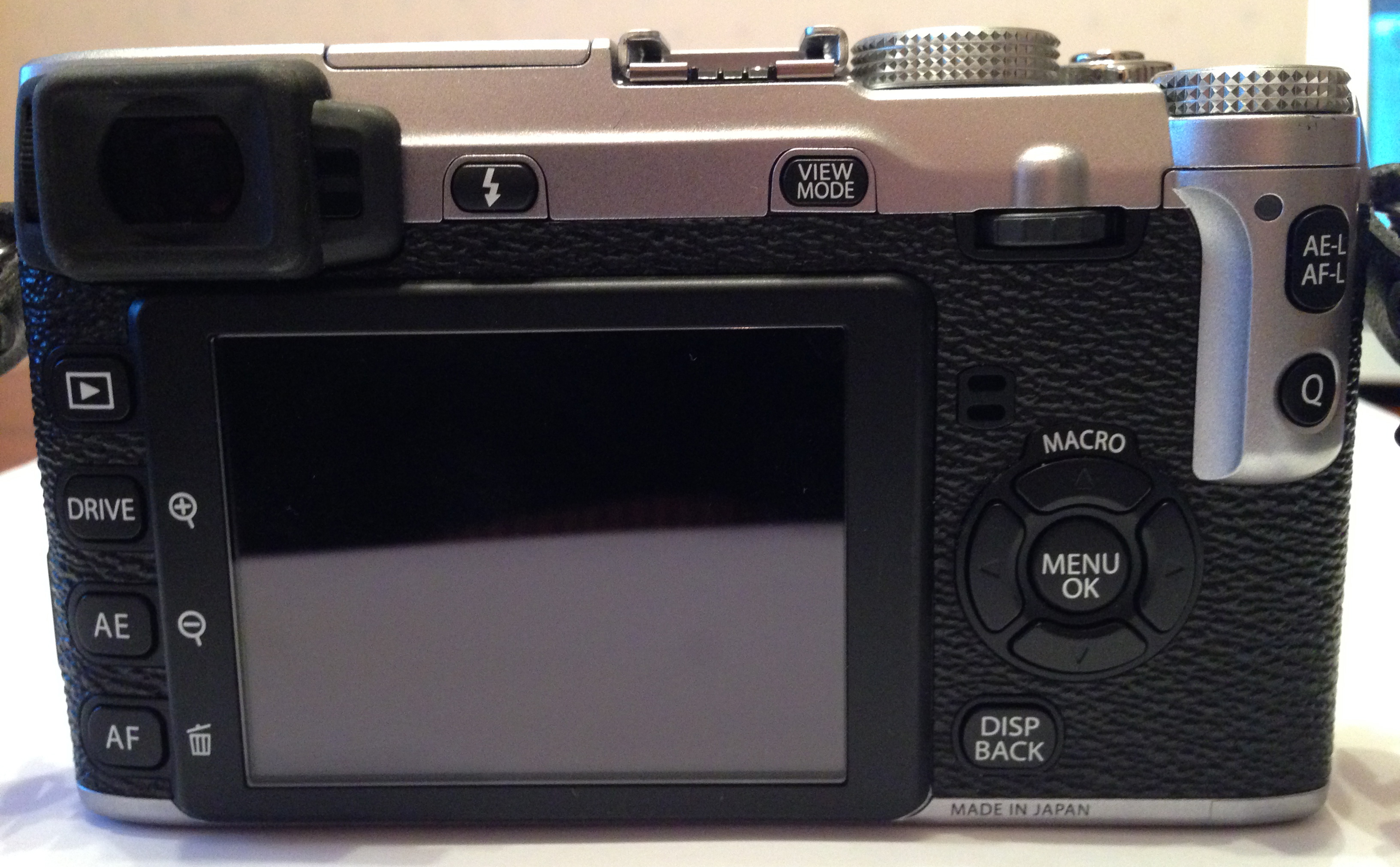
Элементы управления на задней стороне камеры

Компания Fujifilm выпускает ряд аксессуаров, совместимых со всеми фотоаппаратами с байонетом X, в том числе — с X-E1:
- Фотовспышки: EF-X20, EF-42, EF-20;
- Адаптеры: адаптер «M Mount Adapter» для совместимости с объективами с байонетом Leica M.

Аксессуары, совместимые только с X-E1:
- Дополнительный хват (модель HG-XE1);
- Кожаный получехол с дополнительным шейным ремнём (модель BLC-XE1);
- Микрофон MIC-ST1 (также совместим с некоторыми компактными фотоаппаратами).

## Конкуренты
На момент выхода фотоаппарата основными конкурентами стали Sony Alpha NEX-7 и Olympus OM-D E-M5.